# Картел Phoebus
Картелът Phoebus е международен картел, контролиращ производството и продажбата на електрически крушки с нажежаема жичка в голяма част от Европа и Северна Америка през периода 1925 – 1939 г. Картелът превзема огромни пазарни територии и целенасочено намалява полезния живот на качествените крушки. Корпорации, базирани в Европа и Съединените щати, включително Osram, General Electric, Associated Electrical Industries и Philips, регистрират картела на 15 януари 1925 г. в Женева под наименованието Phœbus SA Compagnie Industrielle pour le Développement de l' Éclairage. Групата възнамерява картелът да просъществува поне 30 години (от 1925 до 1955 г.), но той прекратява дейността си още през 1939 г. с избухването на Втората световна война. След разпадането му електрическите крушки продължават да се продават със стандартизирания от картела живот от до 1000 часа.

## История
Osram, Philips, Tungsram, Associated Electrical Industries, ELIN, Compagnie des Lampes, International General Electric и GE Overseas Group създават и се присъединяват към картела Phoebus, притежавайки дялове в швейцарската корпорация, пропорционални на техните продажби на лампи.
Osram основава организация, предшественик на картела, през 1921 г., Internationale Glühlampen Preisvereinigung. Когато Philips и други производители навлизат на северноамериканския пазар, General Electric реагира, като създава International General Electric Company в Париж. И двете организации координират търговията с патенти и навлизането на пазара на нови играчи. Нарастващата международна конкуренция довежда до преговори между всички големи компании за контрол и ограничаване на съответните им „проблемни“ дейности, за да не се намесват в сферите на другите.
Съгласуването в картела Phoebus е планирано с действие поне до 1955 г., но вместо това бива анулирано още през 1940 г., с началото на Втората световна война, правеща координацията между членовете невъзможна.

## Предназначение
Картелът намалява оперативните разходи и работи за стандартизиране на продължителността на живота на електрическите крушки на 1000 часа (намаление от 2500 часа), като същевременно повишава цените без страх от конкуренция. Намаляването на продължителността на живота е цитирано като пример за планирано остаряване, но това е поставено под въпрос от правителствените регулатори на Обединеното кралство и някои независими инженери, тъй като има добри причини да се намали продължителността на живота на крушката. Една крушка с по-дълъг живот при еднаква мощност излъчва по-малко светлина (и пропорционално повече топлина) от крушка с по-кратък живот със същата мощност.  Независимо от това както вътрешните коментари на ръководителите на картела, така и по-късните констатации на съда в САЩ предполагат, че прекият мотив на картела за намаляване на живота на крушките е бил да увеличи печалбите, като принуди клиентите да купуват крушки по-често.
Картелът тества крушки от различни производители и ги глобява, ако те издържат повече от 1000 часа. Таблица от 1929 г. изброява сумата на платените швейцарски франкове, която зависи от надвишаващите часове живот. Дори Антон Филипс, ръководител на Philips, казвал на друг изпълнителен директор на картела: „След множеството напрегнати усилия, които положихме, за да излезем от периода на лампи с дълъг живот, от голямо значение е да не потънем отново в същата кал, като не обръщаме внимание на напреженията и захранващите лампи, които ще имат много дълъг живот“.
През 1951 г. Комисията за монополи и ограничителни практики в Обединеното кралство изработва и изпраща доклад до парламента, който оспорва идеята, че картелът Phoebus е участвал в планирано остаряване, заявявайки, че „не може да има абсолютно правилен живот [на електрическите крушки] за много различни обстоятелства, които се срещат сред потребителите във всяка дадена страна, така че всеки нормален живот трябва винаги да представлява компромис между противоречиви фактори“.
През 1949 г. Окръжният съд на Съединените щати за окръг Ню Джърси установява, че General Electric е нарушила антитръстовия закон на Шърман, отчасти поради дейността си в картела Phoebus. Макар да се признава, че „трябва да се има предвид, че животът на една лампа е неразривно свързан със силата на нейната светлина“, то все пак се установява, че поради доминиращата позиция на General Electric в индустрията и липсата на конкуренция тя е имала силата да определя живота на крушките в цялата индустрия и че основното съображение на General Electric при определянето на продължителността на живота на крушките е печалбата. Съдът използва това като един от факторите за окончателното определение, че General Electric е нарушила закона. 

## В популярната култура
В Gravity's Rainbow (1973) Томас Пинчън пише за „Байрон крушката“, антропоморфна вечна крушка, която се бори срещу картела Phoebus. Смята се, че романът на Пинчън извежда картела пред обществеността.